# راسل بيترز
راسل بيترز (بالإنجليزية: Russell Peters) المولود 29 سبتمبر 1970) هو كوميدي وممثل كندي من أصل هندي.

## بدايته
بدأ مشواره الفني في تورنتو بكندا عام 1989، عرض له التلفزيون الكندي حلقات من برنامجه الكوميدي الذي كان يحمل عنوان [الكوميديا الآن]، كما نشر بعض عروضه على اليوتيوب مما زاد في شهرته. شملت عروضه كل من بريطانيا والولايات المتحدة وأستراليا ونيوزيلندا وإيرلندا وأفغانستان والسويد، وجنوب أفريقيا والهند ومنطقة البحر الكاريبي ودول الخليج العربي مثل السعودية والإمارات وبعض الدول العربية كالأردن وأماكن أخرى.

## روابط خارجية
- راسل بيترز على موقع IMDb (الإنجليزية)
- راسل بيترز على موقع ألو سيني (الفرنسية)
- راسل بيترز على موقع ميوزك برينز (الإنجليزية)
- راسل بيترز على موقع أول موفي (الإنجليزية)
- راسل بيترز على موقع قاعدة بيانات الأفلام السويدية (السويدية)
- راسل بيترز على موقع قاعدة بيانات الفيلم (الإنجليزية)
- راسل بيترز على موقع كينوبويسك (الروسية)